# (560) Dalila
(560) Dalila es un asteroide perteneciente al cinturón de asteroides descubierto el 13 de marzo de 1905 por Maximilian Franz Wolf desde el observatorio de Heidelberg-Königstuhl, Alemania.
Está nombrado por Dalila, un personaje de la Biblia.